# 句構造規則
句構造規則（くこうぞうきそく、英: phrase structure rules）は、統語論において、文の構成素構造を産み出す規則、およびそれについての研究を指す。1950年代にノーム・チョムスキーによって提唱された。
句構造規則は、自然言語の文を構成素に分解し、隣接する語句同士の意味的および機能的関係（句構造）を表そうとする方法論である。これは句構造文法という枠組の基本であり、単語同士の依存関係を探る依存文法とは異なる考え方である。また、たとえば「名詞句の前に限定詞が付いたものがまた名詞句になる」というような再帰性は、日本（日本語）では橋本文法の連文節や時枝誠記（時枝文法）の「入れ子」がこれに類似している。
句構造規則を補佐する形で変形生成文法が発展し、句構造規則そのものはXバー理論に発展した。Xバー理論は1970年代から1980年代にかけて生成文法の中核を成したが、それも1990年代にチョムスキー自身が提唱したミニマリスト・プログラムによって（少なくともチョムスキー自身にとっては）取って代わられることになった。しかし、記号を用いた計算体系を生成文法に導入したという点において、句構造規則の貢献度は大きい。
このような規則による構文（文法）の記述は、自然言語よりむしろ形式言語（形式文法）との親和性が高く、そちらではこのような規則（構文規則）による記述はほぼ定番のものとなっている（もともとが、ポストらによる形式的な（formalな）記号の体系（形式体系）の研究に由来するものである）。また、チョムスキーの発表と時を同じくして始まりつつあった、コンピュータのプログラミング言語の構文を定義するものとして発表後すぐに応用され、バッカス・ナウア記法としてこんにちもコンピュータ言語などに使われている。

## 基本モデル
句構造規則は通常、次のように「合成後→合成前」という順序で表記される。この表現方式は、チョムスキー標準形と呼ばれることもある。
{\displaystyle A\to B\quad C}
これは「{\displaystyle A} は {\displaystyle B} と {\displaystyle C} から成る」という意味である。また、「{\displaystyle A} を {\displaystyle B} と {\displaystyle C} として書き換えよ」という書き換え規則（ rewrite rule ）でもある。
仮に、{\displaystyle A} が3つの構成素から成っている場合には、次のように表記できる。
※「∧」は「and」の意。
{\displaystyle A\to B\quad C\quad D}
または
{\displaystyle (A\to E\quad D)} ∧ {\displaystyle (E\to B\quad C)}
例えば、英語の構成素構造は次のように表すことができる。
1. {\displaystyle S\to NP\quad VP}
文（S)は、名詞句（NP）と、それに続く動詞句（VP）から成る。
2. {\displaystyle NP\to Det\quad N1}
名詞句は、限定詞（Det）と、それに続く名詞（N1）から成る。
3. {\displaystyle N1\to (AP)\quad N1\quad (PP)}
形容詞句（AP）が名詞の前に来たり、前置詞句が名詞の後に来ることがある。

以上のようにして、構文（文法）的には正しい文のみを、しかも無限に作ることができる（これはまた、仮に過去に存在したことが無かった文であっても、それが「正しい」文か「正しくない」文（「非文」と呼ばれる）であるかを判定するのにも使える、ということである）。しかし、意味論まで含めて考えると、意味不明な文もまた含まれる。次の例文は、句構造規則の提唱者ノーム・チョムスキー自身が作ったものである。
Colorless green ideas sleep furiously.
無色の緑色の考えが猛烈に眠る。
これを構文木（ツリー図）で示すと、次のようになる。
句構造文法では1つ1つの単語が構成素であり、 NP や VP という節点で括られているまとまりも構成素である。さらに、 NP の下位構成素としてもう1つの NP が存在する。句構造規則およびそれを示す構文木は、直接構成素分析（immediate constituent analysis 、略して IC analysis）の反映である（構成素#構成素テストも参照。）。
なお、John said that he saw Mary. の [ that he saw Mary ] のような節（Xバー理論における補文）も「S」で表し、次のような規則で示す。
1. {\displaystyle S\to NP\quad VP}
2. {\displaystyle VP\to V\quad S}

この2行をループさせ、 "John said that Mary said that Tom said that Linda said that..." というように、多重構造の文を作り出すことも可能である。言い換えれば、「最も長い文」などというものは存在しないことになる。

## アプローチによる相違

### 句構造文法 vs 依存文法
句構造規則という概念は、文が構成素の組み合わせ・積み重ねだという前提に基づいているため、必然的に句構造文法という枠組に含まれ、依存文法とは相容れない。句構造文法における語と節点の関係は1対1または1対多であり、すなわち、1つの語につき、1個または複数の節点が存在し、各節点が構成素に対応する。一方、依存文法では常に1対1であり、すなわち、個々の語に対応する節点は1個しか存在せず、まとまりとしての構成素は認められるが、個々の語は構成素だとはみなされない。この違いをツリー図で示すと、次のようになる。
左側（Constituency）が、句構造規則を反映する構成素ツリーで、文（S）がトップダウンで次第に小さい構成素に分解されている。語と節点の対応という点では、例えば「rules」（ N・NP ）や「produce」（ V2・VP2 ）に対応する節点が複数ある。一方、右側（Dependency）の依存ツリーでは「rules」や「produce」には1つの節点しかなく、これを句構造規則と結びつけることはできない。